# Бернхезе
Бернхе́зе (нидерл. Bernheze) — община в южных Нидерландах. Административно относится к провинции Северный Брабант. Образована в 1994 году путём объединения бывших муниципальных образований Хес, Хесвейк-Динтер и Нистерлоде.

## Этимология
Община был названа в честь старой фермы «Бернхезе», которая перешла во владение аббатства Берне. Это аббатство находилось в деревне Берн. Слово bernhese состоит из двух частей: bern — то же самое, что и древненидерландское слово born, что означает «вода» или «колодец»; hese — значит «куст» или «лес». Аббатство Берне было основано в Хесвейке в 1857 году.

## Топография
Топографическая карта общины Бернхезе, июнь 2015

## Населённые пункты
- Ворстенбос
- Динтер
- Лосбрук
- Нистерлоде
- Хесвейк
- Хес